# Dreieck Köln-Heumar
Dreieck Köln-Heumar is een knooppunt in de Duitse deelstaat Noordrijn-Westfalen.
Bij dit mixvormknooppunt ten oosten van de stad Keulen sluiten de A4 vanuit Aken en Keulen en de A59 vanuit Bonn aan op de A3 Nederlandse grens ten noordwesten van Elten-Oostenrijkse grens ten zuiden van Passau.

## Geografie
Het knooppunt ligt ten zuiden van het stadsdeel Heumar in de stad Keulen.
Nabijgelegen stadsdelen zijn Rath en Heumar waar het knooppunt naar genoemd is.
Het knooppunt ligt ongeveer 5 km ten oosten van het centrum van Keulen en ongeveer 20 km ten noorden van Bonn.
Het knooppunt ligt in het zuidoosten van de ringweg van keulen.

## Verkeersintensiteiten
Dagelijks passeren ongeveer 200.000 voertuigen het knooppunt. Hiermee behoort het tot de drukste verkeersknooppunten van Europa.
| Van                   | Naar                 | Gemiddeld aantal voertuigen per dag |
| --------------------- | -------------------- | ----------------------------------- |
| AK Köln-Ost (A 3/A 4) | Dreieck Köln-Heumar  | 166.100                             |
| Dreieck Köln-Heumar   | AS Königsforst (A 3) | 94.300                              |
| AK Gremberg (A 4)     | Dreieck Köln-Heumar  | 80.700                              |
| Dreieck Köln-Heumar   | AS Köln-Rath (A 59)  | 63.500                              |

## Richtingen knooppunt
| Aansluitende wegen                             | Aansluitende wegen | Aansluitende wegen                | Aansluitende wegen | Aansluitende wegen                  |
| ---------------------------------------------- | ------------------ | --------------------------------- | ------------------ | ----------------------------------- |
| richting Keulen / Olpe Düsseldorf / Oberhausen |                    |                                   |                    |                                     |
|                                                |                    |                                   |                    |                                     |
| richting Keulen-Süd / -Deutz Aken              |                    |                                   |                    |                                     |
|                                                |                    |                                   |                    |                                     |
|                                                |                    | richting Flughafen Köln-Bonn Bonn |                    | richting Siegburg Frankfurt am Main |

## Referentie
1. ↑  Heumarer Dreieck (2011).
2. ↑  Manuelle Verkehrszählung BAB 2010 (2010).